# Jeongjong II di Goryeo
Jeongjong II (hangeul: 정종왕, hanja: 靖宗王; 31 agosto 1018 – 24 giugno 1046) è stato il decimo re di Goryeo, sul quale regnò dal 1034 fino alla sua morte.
Jeongjong II era il secondo figlio di Hyeonjong, fratello minore di Deokjong e fratello maggiore di Munjong, suo successore. All'età di 4 anni, nel 1022, fu nominato Naesaryeong, una posizione di alto rango, e designato Principe di Pyongyang.
Jeongjong II si preoccupò della difesa nazionale e iniziò la costruzione di alcune fortezze lungo il confine settentrionale nel primo anno del suo regno. Nel 1037, il regno venne invaso da nord dalle tribù cinesi dei Kitai. Nel 1044 venne completato il Cheolli Jangseong, un'enorme muraglia che attraversava la Corea settentrionale. Si occupò anche del sostegno materiale all'esercito, distribuendo i terreni dello stato ai soldati indigenti nel 1036.
Appena prima della morte nel 1046, Jeongjong stabilì con legge nazionale la primogenitura.

## Famiglia
- Padre: Hyeonjong di Goryeo
- Madre: Wonseong di Goryeo, la dama Kim (?-1028)
- Consorti e rispettiva prole:

1. Yongsin di Goryeo, la dama Han (?-1036)
  1. Principe Hyeong (1035-?), secondogenito
2. Yongui di Goryeo, la dama Han
  1. Principe Aesang, secondogenito
  2. Principe Nangnang, terzogenito
  3. Principe Gaeseong, quartogenito (?-1062)
3. Yongmok di Goryeo, la dama Yi
  1. Principessa Doae (?-1057)
4. Consorte Yongjeol, la dama Kim, figlia di Kim Won-chung di Gyeongju (?-1102)
5. Principessa Yeonchang (?-1048)